# Antoni Paluzie i Borrell
Antoni Paluzie i Borrell (Barcelona, 25 d'agost de 1899 - 12 d'abril de 1984), fou un destacat astrònom i selenògraf català, especialment actiu durant els anys 1950 i 1960. Era fill de Josep Paluzie i Lucena i germà de Jesús Paluzie i Borrell i de Mercedes Paluzie i Borrell.

## Astrònom
Fou autor de gran nombre de monografies sobre la lluna (especialment sobre cartografia lunar) i sobre les constel·lacions estel·lars, i conreà la divulgació científica en temes astronòmics. Fou secretari de la Societat astronòmica d'Espanya i Amèrica, director de l'Agrupació aeronàutica espanyola, i secretari permanent de la International Lunar Society

### Donació de documentació a la Biblioteca de Catalunya
Durant la dècada dels 1970 Antoni Paluzie, feu donació a la Biblioteca de Catalunya d'un gran nombre de les seves obres impreses, que s'integraren en el fons general de la biblioteca, i de diversos manuscrits de les seves obres, que ingressaren a la Secció de manuscrits.

## Obres i publicacions
- Paluzíe i Borrell, Antoni «Historia de la cartografia lunar». Urania, núm. 266, 1967, pp. 1-69.
- (Director de la publicació): Paluzie i Borrell, Antoni. Astronomía: explorando el universo.  Barcelona: Ramón Sopena (Biblioteca Hispánica Ilustrada), 1979.
- Paluzie i Borrell, Antoni. Las maravillas del cielo.  Círculo Editorial de Promociones Asociadas, D.L. (Grandes temas de la cultura), 1980.
- Paluzie i Borrell, Antoni. Enciclopedia geográfica.  Barcelona: De Gassó Hnos (Enciclopedias de Gassó), 1964.
- Paluzie i Borrell, Antoni. Moderna Geografia Del Mundo.  Barcelona: De Gassó Hnos (Enciclopedias de Gassó), 1977. ISBN 8433200895 / 9788433200891 / 84-332-0089-5.